# رايموند سكينر
رايموند سكينر (بالإنجليزية: Raymond Leslie Skinner)‏ هو مجدف نيوزلندي، ولد في 15 أكتوبر 1940 في دنيدن في نيوزيلندا.

## وصلات خارجية
- رايموند سكينر على موقع الاتحاد الدولي للتجديف (الإنجليزية)
- رايموند سكينر على موقع أوليمبيديا (الإنجليزية)